# Neuhausen am Rheinfall
Neuhausen am Rheinfall je grad u Švicarskoj i drugi po veličini grad kantona Schaffhausen. Poznat je i po vodopadu Rheinfall. Graniči sa susjednim njemačkim mjestom Jestetten.

## Povijest
900. godine Neuhausen se prvi put spominje kao Niuhusen. A 1253. kao Niuwenhusin. Danas mu je službeno ime Neuhausen am Rheinfall

## Stanovništvo
Prema službenim statistikama popisa stanovništva Neuhausena na Rheinfallu. Stanovnici govore njemačkim i većinom su protestanti 37.8% te 27.3% rimokatolika. Neuhausen imao je 2010. godine ratu nezaposlenosti od 3.25%.
| Godina | Broj stanovnika |
| ------ | --------------- |
| 1800.  | 200             |
| 1850.  | 922             |
| 1900.  | 3905            |
| 1950.  | 7969            |
| 1970.  | 12103           |
| 2000.  | 9959            |
| 2012.  | 10300           |

## Gospodarstvo
Veće tvrtke u Neuhausenu su:
- IVF Hartmann AG
- Moser Schaffhausen AG satovi
- SIG Holding (Schweizerische Industrie-Gesellschaft)

## Sport
- Tischtennisclub Neuhausen stolni tenis
- Pfader Neuhausen rukometni klub

## Vanjske poveznice
- Službena stranica  Arhivirana inačica izvorne stranice od 14. ožujka 2009. (Wayback Machine)